# Peltophryne guentheri
Peltophryne guentheri es una especie de anfibio anuro de la familia de sapos Bufonidae. Se encuentra en la República Dominicana y Haití. Su hábitat natural son los bosques secos tropicales o subtropicales,  bosques húmedos de tierras bajas tropicales o subtropicales, pantanos de agua dulce de corrientes intermitentes. Está amenazado por pérdida de hábitat. 